# Herramienta de autor
Las herramientas de autor son aplicaciones informáticas que facilitan la creación, publicación y gestión de los materiales y recursos educativos en formato digital utilizados en la educación presencial y a distancia mediada por las TIC.
Generalmente son herramientas de carácter multimedia que permiten combinar documentos digitales, imágenes, sonidos, videos y actividades interactivas desde la misma herramienta, para crear objetos de aprendizaje (O.A.) que pueden insertarse en entornos virtuales de aprendizaje. Algunos de estos programas utilizan metadatos y permiten empaquetar el contenido según estándares tales como SCORM o IMS, para asegurar su compatibilidad con distintos tipos de entornos virtuales.
Las herramientas de autor proveen generalmente módulos desde los que se pueden organizar actividades o interconectar pequeños componentes para adecuar el contenido a los objetivos, los conocimientos y habilidades que se busque desarrollar. Gracias a la posibilidad de diseñar en módulos, sin necesidad de conocimientos de programación y a partir de plantillas prediseñadas, las herramientas de autor se han convertido en un instrumento popular entre los profesores en educación virtual. 
Tomando como partida el modelo de diseño instruccional ADDIE, en la producción de O.A., la mayoría de las Herramientas de Autor son usadas por el diseñador instruccional (también diseñador tecnopedagógico) o por el docente durante fase de Desarrollo y, en ocasiones, también en la de Diseño. El objeto de éstas herramientas es facilitar el trabajo independiente del usuario (docente, discente, educador, diseñador instruccional, etc), apoyándolo y situándolo como eje principal del aprendizaje.